# Присакани (Ботошани)
Присакани (рум. Prisăcani) насеље је у Румунији у округу Ботошани у општини Фламанзи. Oпштина се налази на надморској висини од 83 m.

## Становништво
Према подацима из 2002. године у насељу је живело 684 становника, од којих су сви румунске националности.